# Microsoft project server

Microsoft Office Project Server je programska rešitev za obvladovanje projektov, razvita s strani
podjetja Microsoft, ki se je na trgu pojavila leta 2000 in temelji na programski opremi Microsoft
SharePoint v povezavi z uporabniškim vmesnikom programske opreme Microsoft Project kot klient ali
z uporabo aplikacije Project Web App preko spletnega brskalnika.

## Splošno
Microsoft Project Server temelji na osnovi programske opreme za vodenje, planiranje in organiziranje
projektov Microsoft Project. Program hrani projektne informacije v centralizirani podatkovni SQL
bazi, ki je zaščitena pred nepooblaščenimi dostopi. Administrator projekta (ang. Project
Administrator) je tisti, ki upravlja s kontrolo dostopa do programa in določa, kateri uporabniki bodo
imeli dostop do programa.
S programom je mogoče ustvariti poročila, ki nudijo hiter pregled nad dogajanjem na projektu. Vodje
projekta (ang. Project manager) lahko tako hitro dostopajo do ključnih podatkov projekta, imajo
pregled nad viri projekta in potekom nalog. Projektni vodja je tisti, ki je odgovoren za potek projekta,
mora uskladiti komunikacijo z ostalimi člani projektne skupine in jim dodeliti naloge. S pomočjo
Project Server imajo tako člani kot vodja projekta pregled nad dogajanjem projekta. V programu so
vidne vse spremembe na projektih ter status aktivnosti člana skupine. Člani projekta lahko v
programu dodajajo naloge, ki jih je treba še opraviti. Tako je zagotovljena sledljivost, s čimer
projektni vodja vidi stanje projekta.
S programom lahko spremljamo, koliko je posamezen član projekta obremenjen in se po potrebi
naloge prerazporedi. S tem se doseže večja učinkovitost in izraba virov. Poleg naštetega Project
Server omogoča urejanje lastnih koledarjev, tabel, različne poglede projektov, filtracijo podatkov, itd. 

## Zgodovina
Verzije Project Server za Windows:
- 2000 – Project Central
- 2002 – Project Server 2002
- 2003 – Office Project Server 2003
- 2007 – Office Project Server 2007
- 2010 – Project Server 2010
- 2013 – Project Server 2013
- 2013 - Project Online (oblak)
- 2016 - Project Server 2016 (oblak)

## Prednosti uporabe uporabe rešitve v oblaku
- Transparentnost in dobra podloga za sprejemanje odločitve
- Centralni seznam projektov
- Uporaba bazenov skupnih virov
- Časovno spremljanje odgovornosti za posameznega uporabnika
- Izolirano delovno okolje za vsak projekt
- Obvladovanje med organizacijskih projektov